# اسلوونی ۹۶۷۴
سیارک ۹۶۷۴ (به انگلیسی: 9674 Slovenija، نامگذاری:1998QU15) نه هزار و ششصد و هفتاد و چهارمین سیارک کشف شده‌است که در ۲۳ اوت ۱۹۹۸ کشف شد.
قدر مطلق سیارک برابر ۱۳٫۹۰ است.